# Novokatianna venusta
Novokatianna venusta är en urinsektsart som först beskrevs av John Tenison Salmon 1943.  Novokatianna venusta ingår i släktet Novokatianna och familjen Sminthuridae. Inga underarter finns listade i Catalogue of Life.